# Liste der Biografien/Uc
Liste der Biografien |
Portal Biografien |
Personensuche
# |
A |
B |
C |
D |
E |
F |
G |
H |
I |
J |
K |
L |
M |
N |
O |
P |
Q |
R |
S |
T |
U |
V |
W |
X |
Y |
Z |
?
 
Ua |
Ub |
Uc |
Ud |
Ue |
Uf |
Ug |
Uh |
Ui |
Uj |
Uk |
Ul |
Um |
Un |
Uo |
Up |
Uq |
Ur |
Us |
Ut |
Uu |
Uv |
Uw |
Ux |
Uy |
Uz
Die Liste der Biografien führt alle Personen auf, die in der deutschsprachigen Wikipedia einen Artikel haben. Dieses ist eine Teilliste mit 151 Einträgen von Personen, deren Namen mit den Buchstaben „Uc“ beginnt.

## Uc

### Uca
- Uça, Burak (* 1989), deutsch-türkischer Fußballspieler
- Uca, Feleknas (* 1976), deutsch-türkische Politikerin (PDS; Die Linke; HDP), MdEPFeleknas Uca (* 1976)

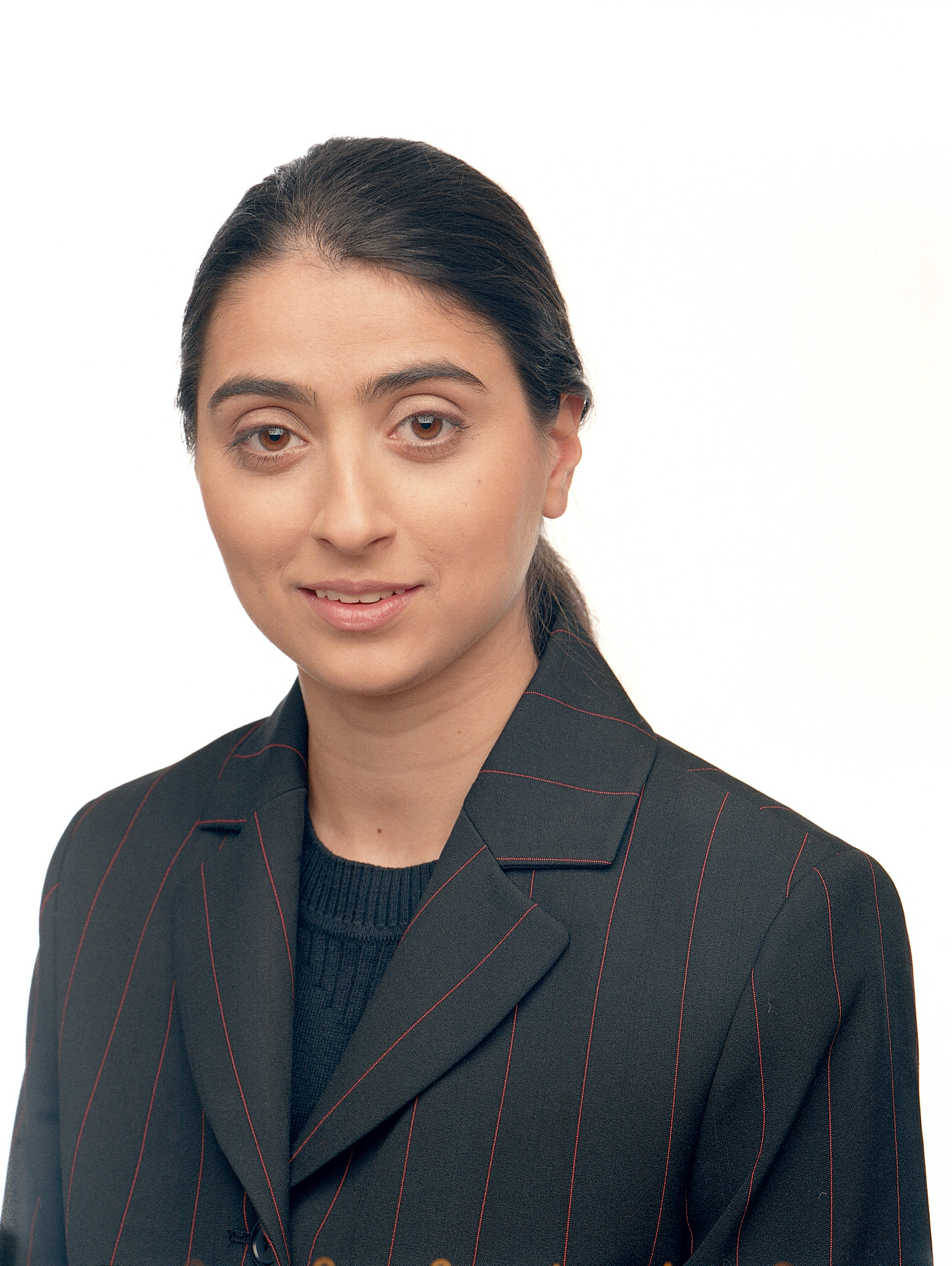
Feleknas Uca (* 1976)

- Uçak, Tevfik Fikret (1933–2003), türkischer Filmregisseur, Drehbuchautor und Filmschauspieler
- Učakar, Aleš (* 1968), slowenischer Übersetzer und Autor
- Ucakar, Karl (* 1947), österreichischer Jurist und Politikwissenschaftler
- Uçan, Salih (* 1994), türkischer Fußballspieler
- Uçan, Yiğit (* 1987), türkischer Schauspieler
- Úcar, Adela (* 1980), spanische Journalistin und Fernsehmoderatorin
- Uçar, Ali (* 1944), türkisch-deutscher Schulpsychologe und Honorarprofessor
- Uçar, Bülent (* 1977), deutsch-türkischer Islamwissenschaftler und Religionspädagoge
- Ucar, Emilio (1910–1984), uruguayischer Schriftsteller
- Uçar, Feyyaz (* 1963), türkischer Fußballspieler
- Uçar, Murat (* 1991), türkischer Fußballspieler
- Uçar, Nermin, deutsche Schauspielerin
- Uçar, Savaş (* 1967), deutsch-türkischer Popmusiker
- Uçar, Semih (* 1998), türkischer Fußballspieler
- Uçar, Uğur (* 1987), türkischer Fußballspieler
- Uçarlar, Faruk (* 1948), türkischer Fußballspieler

### Ucc
- Uccellini, Marco († 1680), italienischer Komponist des Barock
- Uccello, Daniela, italienische Sopranistin und Musikpädagogin
- Uccello, Paolo (1397–1475), italienischer Maler und MosaikkünstlerPaolo Uccello (1397–1475)

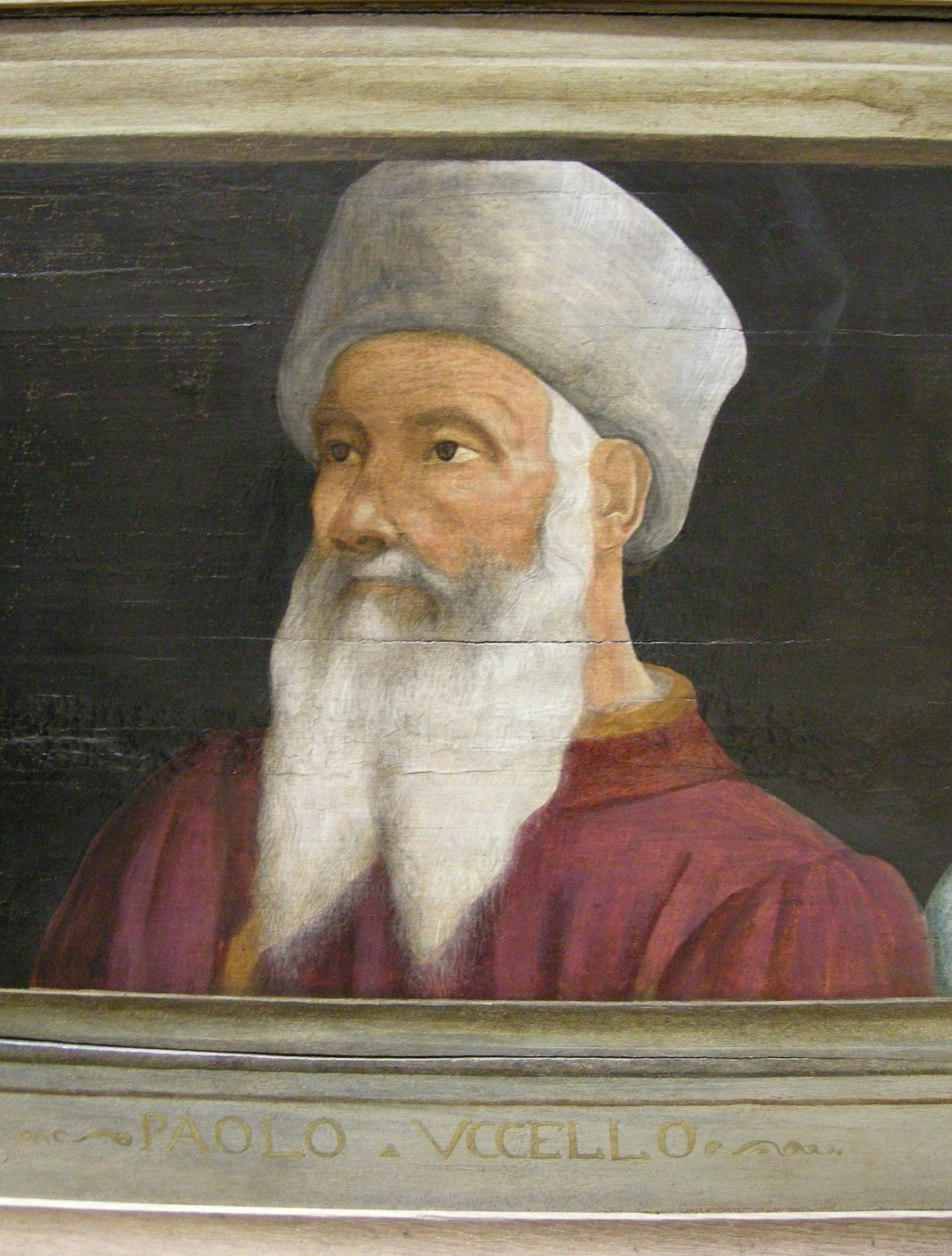
Paolo Uccello (1397–1475)

- Ucci, Toni (1922–2014), italienischer Schauspieler

### Uce
- Uceda, Mariano (* 1922), spanischer Fußballspieler
- Ucelay, Margarita (1916–2014), spanische Philologin und Hochschullehrerin
- Ucelay, Matilde (1912–2008), spanische Architektin
- Uçele, Barış (* 1987), türkischer Eishockeytorwart
- Ucenescu, Gheorghe (1830–1896), rumänischer Sänger, Komponist, Herausgeber und Lehrer
- Uceny, Morgan (* 1985), US-amerikanische Leichtathletin
- Üçeyler, Nurcan (* 1976), deutsche Neurologin und Hochschullehrerin

### Ucg
- Üçgün, Ahmet (* 1992), türkischer Fußballtorhüter

### Uch
- Uchan, Philippe (* 1962), französischer Schauspieler
- Uchanow, Konstantin Wassiljewitsch (1891–1937), sowjetischer Staatsfunktionär
- Uchański, Jakub (1502–1581), Bischof und Primas von Polen
- Uchatius, Franz von (1811–1881), österreichischer General der Artillerie und WaffentechnikerFranz von Uchatius (1811–1881)

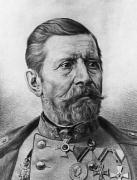
Franz von Uchatius (1811–1881)

- Uchatius, Wolfgang (* 1970), deutscher Journalist
- Uche Yara, österreichische Singer/Songwriterin, Multiinstrumentalistin und Produzentin
- Uche, Ikechukwu (* 1984), nigerianischer Fußballspieler
- Uche, Kalu (* 1982), nigerianischer Fußballspieler
- Uche, Ngozi (* 1973), nigerianische Fußballspielerin und -trainerin
- Uchebo, Michael (* 1990), nigerianischer Fußballspieler
- Ucheibe, Christy (* 2000), nigerianische Fußballspielerin
- Uchendu, Egodi, nigerianische Historikerin
- Uchenna, Precious (* 2001), nigerianischer Fußballspieler
- Uchermann, Karl (1855–1940), norwegischer Tiermaler und Illustrator
- Uchhotep, altägyptischer Beamter
- Uchhotep II., altägyptischer Beamter
- Uchhotep III., altägyptischer Beamter
- Uchibayashi, Hirotaka (* 1983), japanischer Fußballspieler
- Uchibori, Masao (* 1964), japanischer Politiker
- Uchida, Atsuto (* 1988), japanischer FußballspielerAtsuto Uchida (* 1988)

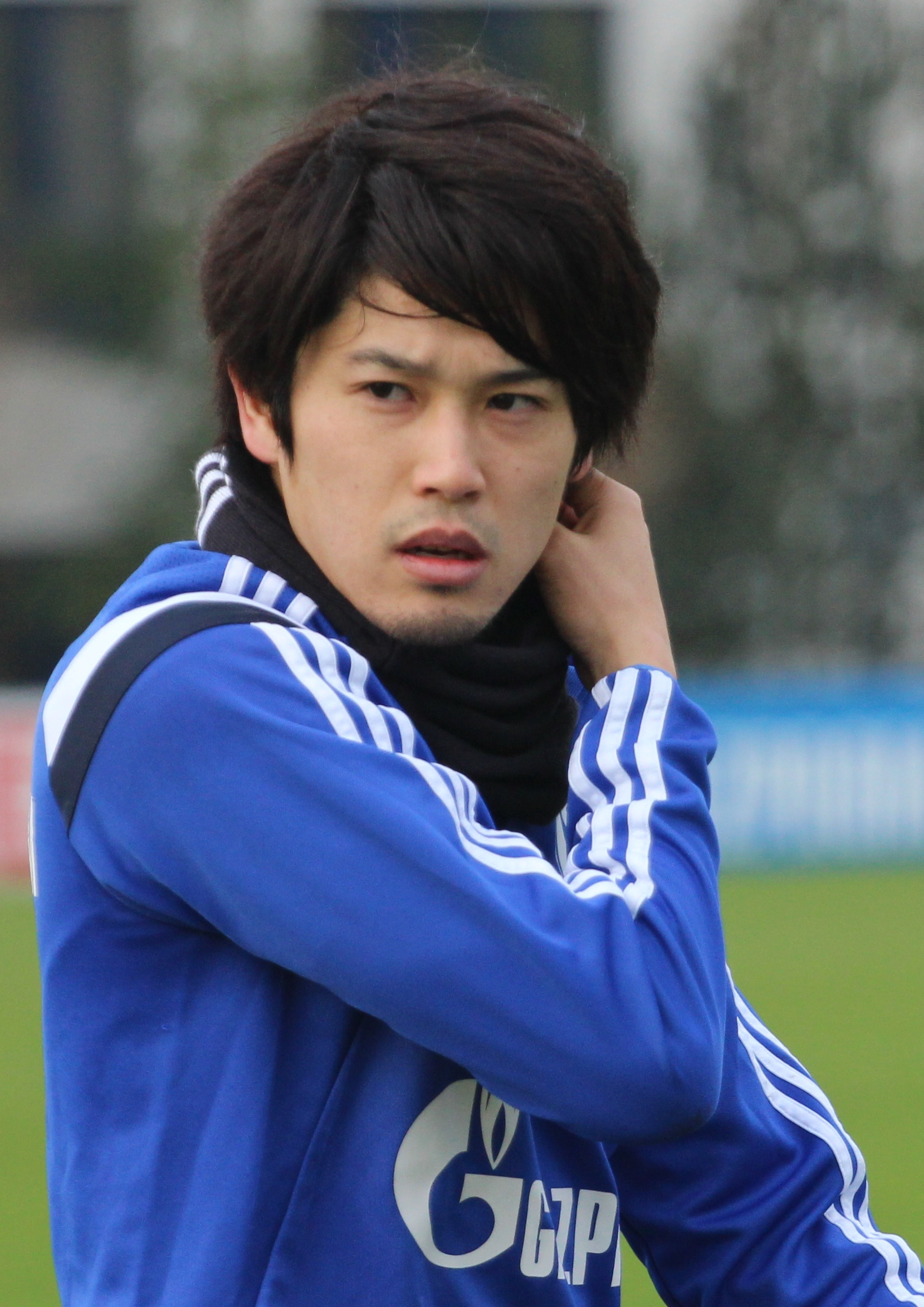
Atsuto Uchida (* 1988)

- Uchida, Ginzō (1872–1919), japanischer Historiker
- Uchida, Hifuyo, japanischer Fußballspieler
- Uchida, Hyakken (1889–1971), japanischer Schriftsteller
- Uchida, Irene (1917–2013), kanadische Ärztin, Biologin und Hochschullehrerin
- Uchida, Jun (* 1977), japanischer Fußballspieler
- Uchida, Kaichi (* 1994), japanischer Tennisspieler
- Uchida, Kazuo (* 1962), japanischer Fußballspieler
- Uchida, Kazushi (* 1987), japanischer Fußballspieler
- Uchida, Kenta (* 1989), japanischer Fußballspieler
- Uchida, Kōhei (* 1993), japanischer Fußballspieler
- Uchida, Kōsai (1865–1936), japanischer Diplomat und Politiker
- Uchida, Kōsuke (* 1987), japanischer Fußballspieler
- Uchida, Kuichi (1844–1875), japanischer Fotograf
- Uchida, Kyōhei (* 1992), japanischer Fußballspieler
- Uchida, Maaya (* 1989), japanische Synchronsprecherin (Seiyū), Schauspielerin und Sängerin
- Uchida, Masayasu (1922–2019), japanischer Maler
- Uchida, Masayoshi (1898–1945), japanischer Schwimmer und Wasserspringer
- Uchida, Misaki (* 1998), japanische Moderne Fünfkämpferin
- Uchida, Mitsuko (* 1948), japanisch-britische Pianistin
- Uchida, Mizuki (* 1999), japanischer Fußballspieler
- Uchida, Rempei (* 1991), japanischer Fußballspieler
- Uchida, Roan (1868–1929), japanischer Schriftsteller, Kritiker und Übersetzer
- Uchida, Ryōhei (1874–1937), japanischer Politiker
- Uchida, Shizuka (* 1989), japanische Badmintonspielerin
- Uchida, Shungiku (* 1959), japanische Manga-Zeichnerin
- Uchida, Tadao (1923–1962), japanischer Ökonom
- Uchida, Takuya (* 1998), japanischer Fußballspieler
- Uchida, Tatsuya (* 1992), japanischer Fußballspieler
- Uchida, Teppei (* 1975), japanischer Fußballspieler
- Uchida, Tomoya (* 1983), japanischer Fußballspieler
- Uchida, Tomu (1898–1970), japanischer Filmregisseur
- Uchida, Toshihiro (* 1972), japanischer Fußballspieler
- Uchida, Yoshikazu (1885–1972), japanischer Architekt
- Uchida, Yoshiko (1921–1992), US-amerikanische Schriftstellerin
- Uchida, Yūsei (* 2004), japanischer Fußballspieler
- Uchida, Yūto (* 1995), japanischer Fußballspieler
- Uchidate, Hideki (* 1974), japanischer Fußballspieler
- Uchihashi, Kazuhisa (* 1959), japanischer Improvisationsmusiker (Gitarre, auch Daxophon)
- Uchii, Shōzō (1933–2002), japanischer Architekt
- Uchii, Sōshichi (* 1943), japanischer Wissenschaftsphilosoph
- Uchijima, Moyuka (* 2001), japanische Tennisspielerin
- Uchikoshi, Taiki (* 1996), japanischer Fußballspieler
- Uchima, Yasumichi (* 1984), japanischer Fußballspieler
- Uchimura, Kanzō (1861–1930), japanischer protestantischer Theologe
- Uchimura, Kōhei (* 1989), japanischer Turner
- Uchimura, Naoya (1909–1989), japanischer Dramatiker und Übersetzer
- Uchimura, Yoshihiro (* 1984), japanischer Fußballspieler
- Uchino, Masao (1934–2013), japanischer Fußballspieler und -trainer
- Uchino, Takashi (* 1988), japanischer Fußballspieler
- Uchino, Takashi (* 2001), japanischer Fußballspieler
- Uchino, Tsuyaka (* 2002), japanische Radsportlerin
- Uchis, Kali (* 1994), US-amerikanische Soul- und Indie-Pop-SängerinKali Uchis (* 1994)

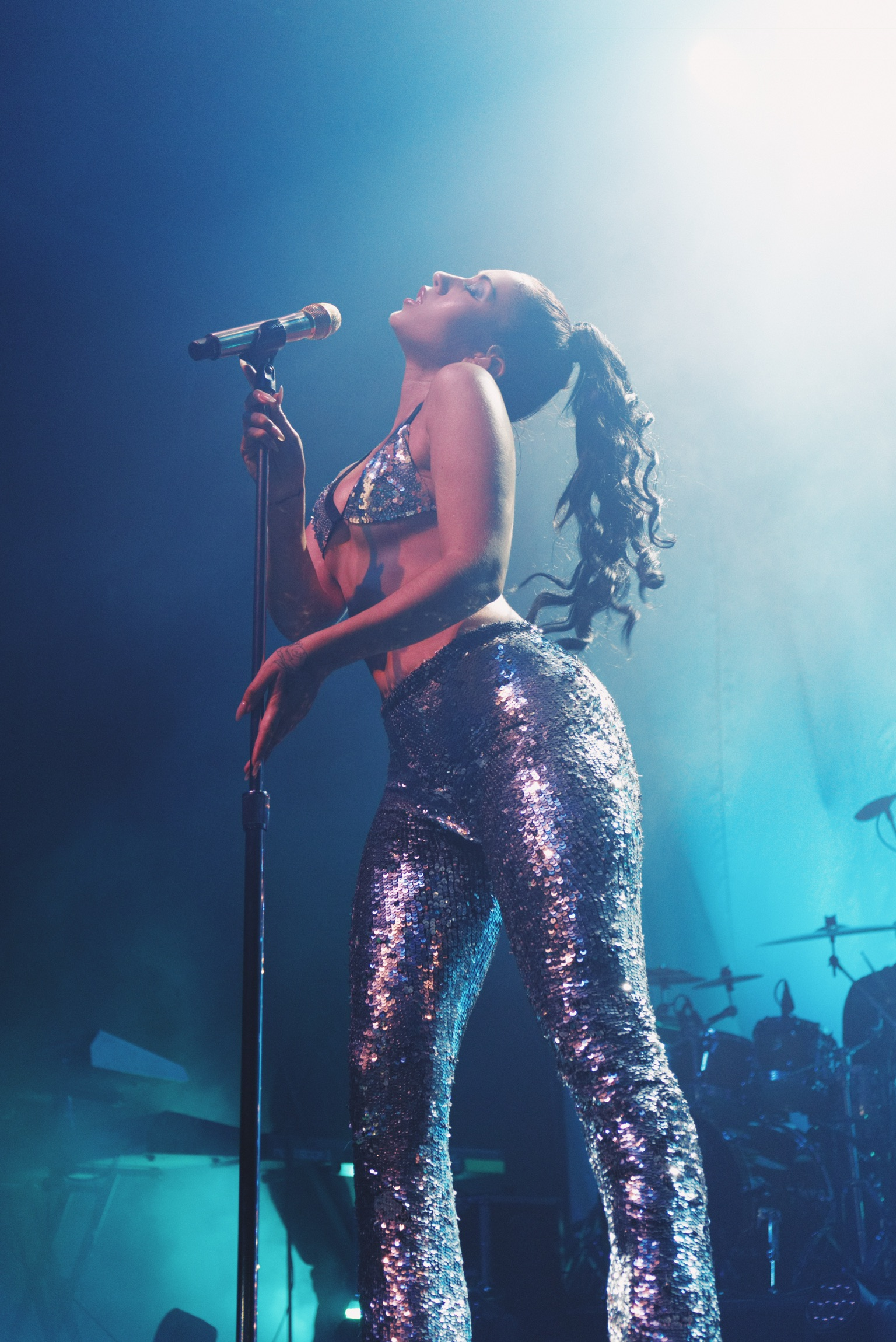
Kali Uchis (* 1994)

- Uchishiba, Masato (* 1978), japanischer Judoka
- Uchitel, Maurice (1911–2000), US-amerikanischer Restaurant- und Nachtclubbesitzer
- Uchiyama, Akira (* 1954), japanischer Politiker
- Uchiyama, Atsushi (* 1959), japanischer Fußballspieler und -trainer
- Uchiyama, Gudō (1874–1911), japanischer Zen-Meister
- Uchiyama, Kei (* 1993), japanischer Fußballspieler
- Uchiyama, Kōki (* 1990), japanischer Schauspieler und Synchronsprecher
- Uchiyama, Kōshō (1912–1998), japanischer Zenmeister
- Uchiyama, Kyōko (* 1968), japanische Tischtennisspielerin
- Uchiyama, Masaru (* 1957), japanischer Fußballspieler
- Uchiyama, Takashi (* 1979), japanischer Boxer
- Uchiyama, Tamaki (* 1972), japanische Fußballspielerin
- Uchiyama, Toshihiko (* 1978), japanischer Fußballspieler
- Uchiyama, Toshihiko (* 1989), japanischer Fußballspieler
- Uchiyama, Yasutaka (* 1992), japanischer Tennisspieler
- Uchiyama, Yūki (* 1995), japanischer Fußballspieler
- Uchizono, Hirotaka (* 1987), japanischer Fußballspieler
- Uchôa Cavalcanti, Álvaro Barbalho (1818–1889), brasilianischer Politiker, Abgeordneter und Senator
- Uchovsky, Gal (* 1958), israelischer Drehbuchautor, Feuilletonist und Filmproduzent
- Uchow, Iwan Sergejewitsch (* 1986), russischer Hochspringer
- Uchow, Wladimir Wassiljewitsch (1924–1996), sowjetischer Geher
- Uchtdorf, Dieter F. (* 1940), deutscher Pilot und Religionsführer
- Uchtenhagen, Ambros (1928–2022), Schweizer Psychiater, Psychoanalytiker, Hochschullehrer und Suchtspezialist
- Uchtenhagen, Lilian (1928–2016), Schweizer Politikerin
- Uchtländer, Christian Gottfried von (1686–1755), preußischer Generalmajor, Chef des Infanterieregiments Nr. 30, Kommandant von Stettin, Amtshauptmann von Draheim
- Uchtmann, Jürgen Karl (* 1959), deutscher Brigadegeneral und Militärattaché an der deutschen Botschaft in Peking
- Uchtomski, Alexei Alexejewitsch (1875–1942), russisch-sowjetischer Physiologe, Hochschullehrer und Bischof
- Uchtomski, Dmitri Wassiljewitsch (1719–1774), russischer Architekt des Barock
- Uchtomski, Leonid Alexejewitsch (1829–1909), Vizeadmiral der Kaiserlich Russischen Marine
- Uchytilová, Marie (1924–1989), tschechische Bildhauerin und Medailleurin

### Uci
- Ucicky, Gustav (1899–1961), deutscher Kameramann und Filmregisseur, Sohn von Gustav KlimtGustav Ucicky (1899–1961)

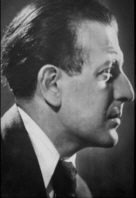
Gustav Ucicky (1899–1961)

### Uck
- Uckeley, Alfred (1874–1955), deutscher evangelischer Theologe und Rektor der Universität Königsberg
- Uckermann, Eckart von (* 1945), deutscher Versicherungsmanager
- Uckermann, Johann Jacob von (1718–1781), deutscher Hofbeamter und Schlossherr
- Uckermann, Jörg (* 1968), deutscher Politiker (pro NRW)
- Uckermann, Ludger (* 1977), deutscher American-Football-Spieler
- Uckermann, Walther von (1904–1945), deutscher Oberst der Wehrmacht
- Uckermann-Bendeleben, Karl von (1803–1877), schwarzburgischer Hofbeamter und Schlossherr
- Ucko, Hans (1900–1967), deutscher Mediziner
- Ucko, Kurt (1924–2009), deutscher Fußballspieler
- Ucko, Louis (1838–1897), deutscher Opernsänger (Tenor) und Theaterleiter
- Ucko, Peter J. (1938–2007), britischer Anthropologe und Archäologe
- Ucko, Siegfried (1905–1976), deutscher Rabbiner
- Uckro, Paul von (1862–1919), Senatspräsident des Reichsversicherungsamtes, Rittergutsbesitzer
- Uckunowa-Auböck, Mara (1895–1987), bulgarisch-österreichische Bildhauerin und Textilgestalterin

### Uco
- Üçok, Bahriye (1919–1990), türkische Theologin, Autorin und Politikerin (CHP)

### Ucu
- Üçüncü, Hasan (* 1980), türkischer Fußballspieler
- Üçüncü, Oğuz (* 1969), türkischer Funktionär der islamischen IGMG
- Üçüncü, Şadi († 2004), deutsch-türkischer Schriftsteller, Dichter, Künstler und diplomierter Betriebswirt